# Марчелло Михалич
Марчелло Михалич (італ. Marcello Mihalich, 12 березня 1907, Рієка — 27 жовтня 1996, Турин) — італійський футболіст, що грав на позиції півзахисника, зокрема за «Наполі». Провів одну гру за збірну Італії. По завершенні ігрової кар'єри — тренер.

## Клубна кар'єра
Народився 12 березня 1907 року в місті Фіуме (ніні хорватська Рієка) в родині етнічних хорватів. Вихованець футбольної школи клубу «Тарсія».
У дорослому футболі дебютував 1923 року виступами за фіумську «Олімпію», а за три роки перейшов до іншої місцевої команди «Фіумана».
1929 року був запрошений до «Наполі», де протягом наступних трьох сезонів був одним з основних нападників.
Сезон 1932/32 провів у міланському «Амброзіана-Інтер», а сезон 1933/34 в туринському «Ювентусі», щопроавда у жодній із цих команд не був основним гравцем, хоча й став у складі «Юве» чемпіоном Італії.
Згодом захищав кольори «Пістоєзе» і «Катанії», а 1937 року повернувся до рідного міста, де останній рік ігрової кар'єри провів у «Фіумані».

## Виступи за збірні
1929 року провів свою єдину офіційну гру у складі національної збірної Італії, в якій забив два голи у ворота португальців. Разом з Аттілою Саллустро, який дебютував за збірну у тій же грі, став першим представником «Наполі» у головній італійській збірній.
З 1930 по 1931 рік викликався до другої збірної Італії, за яку провів 2 матчі.

## Кар'єра тренера
По завершенні кар'єри гравця у 1938 році залишився в клубі «Фіумана», на наступні два роки очоливши його тренерський штаб.
Помер 27 жовтня 1996 року на 90-му році життя в Турині.
| Дата      | Місто | Господарі | Результат | Гості      | Турнір           | Голи | Примітки |
| --------- | ----- | --------- | --------- | ---------- | ---------------- | ---- | -------- |
| 1-12-1929 | Мілан | Італія    | 6 – 1     | Португалія | товариський матч | 2    |          |
| Усього    |       | Матчів    | 1         |            | Голів            | 2    |          |

## Титули і досягнення
- Чемпіон Італії (1):

«Ювентус»: 1933-1934